# Sanktuarium Miłosierdzia Bożego w Myśliborzu
Sanktuarium Miłosierdzia Bożego w Myśliborzu – rzymskokatolickie miejsce kultu, kościół pw. Świętego Krzyża, zbudowany w l. 1905–1907 przez polskich robotników, pracujących na tych ziemiach. Świątynia od początku była kościołem katolickim. 
Kościół jest budowlą neogotycką, zbudowaną z cegły. Szczyt wschodni zakończony jest schodkowo, zachodni ozdobiony jest blendami.  Kościół posiada emporę organową oraz sklepienie sieciowe w nawie głównej. W prezbiterium zachowało się pierwotne wyposażenie w postaci neogotyckiego, drewnianego ołtarza i jednego witrażu. Neogotycki jest także ołtarz boczny, ambona (przerobiona), empory. W 1992 w osi głównej kościoła dobudowano dopasowaną stylowo kruchtę, przez co powierzchnia kościoła wzrosła o ok. 30%
1 sierpnia 1993 r. ks. abp Marian Przykucki wprowadził relikwie św. Faustyny Kowalskiej i ustanowił kościół Sanktuarium Miłosierdzia Bożego. Znajdujący się przy sanktuarium klasztor jest domem macierzystym Zgromadzenia Sióstr Jezusa Miłosiernego, które przebywają tu od 27 lipca 1947.
Z aktu erekcyjnego: "Kościół i klasztor, wymienione w proroczej wizji bł. Siostry Faustyny i opisane w Dzienniczku wydają się być miejscem wskazanym przez Opatrzność dla szczególnej czci Miłosierdzia Bożego i oparciem dla Zgromadzenia Sióstr Jezusa Miłosiernego".

## Linki zewnętrzne

Galeria
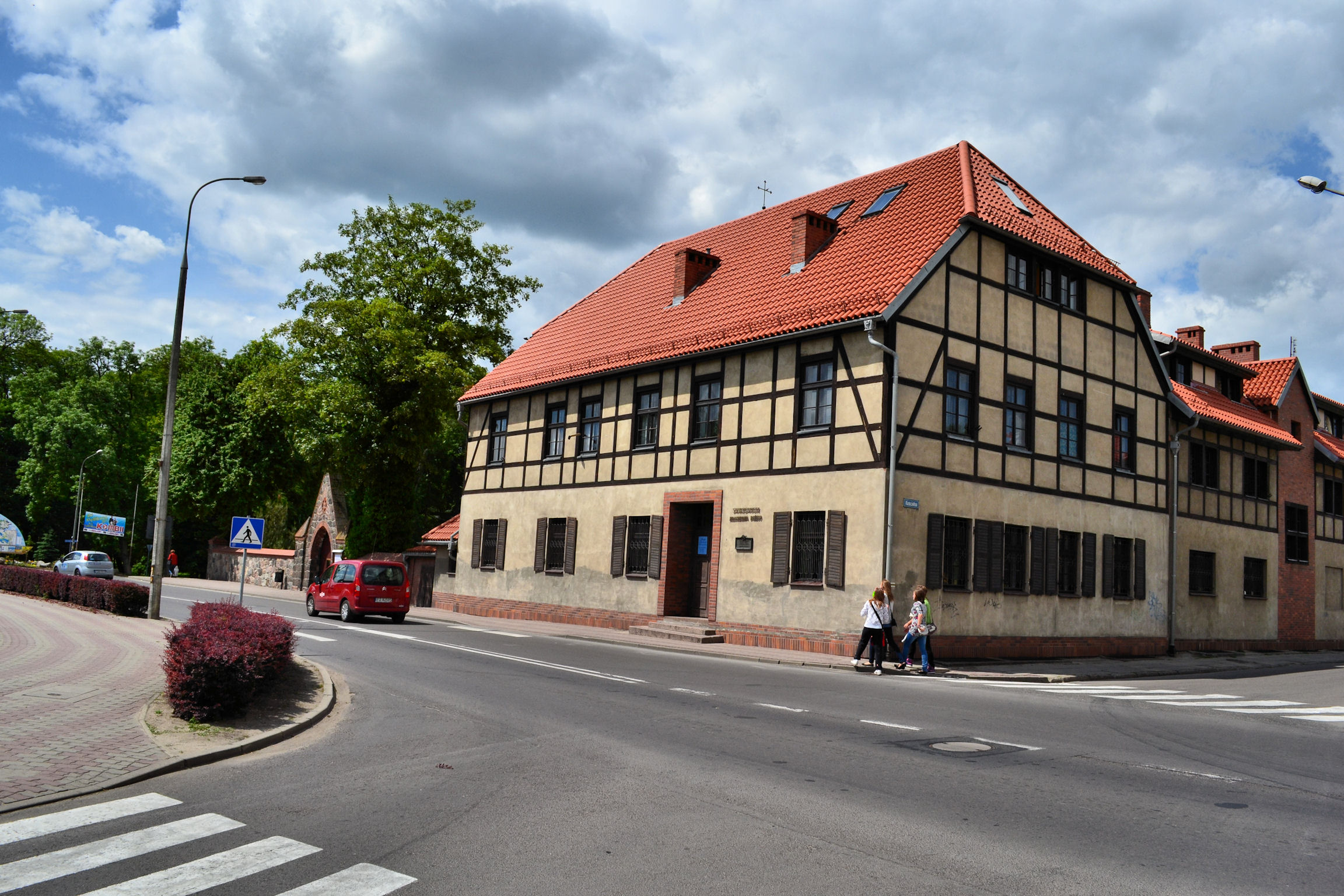
Klasztor
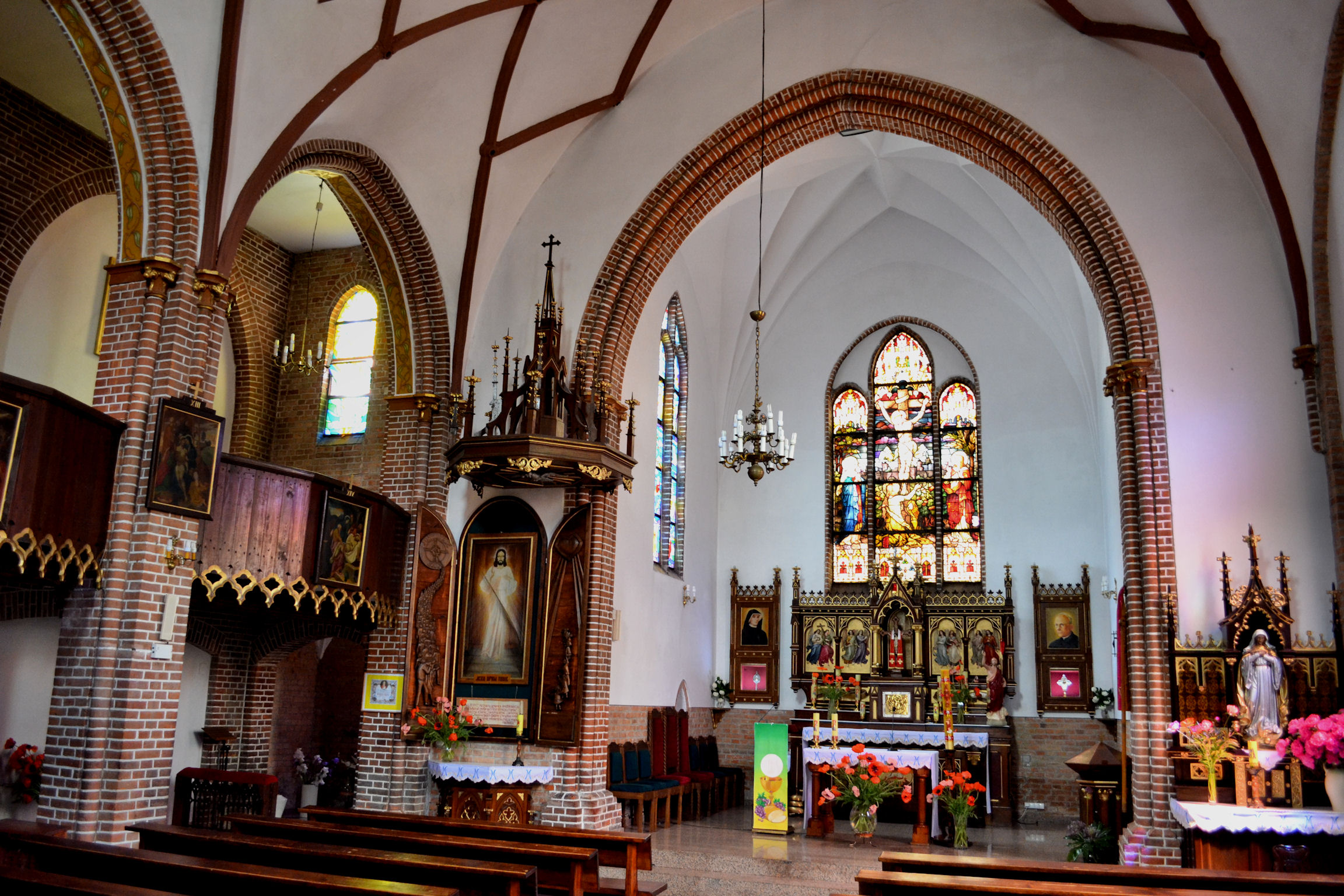
Wnętrze kościoła
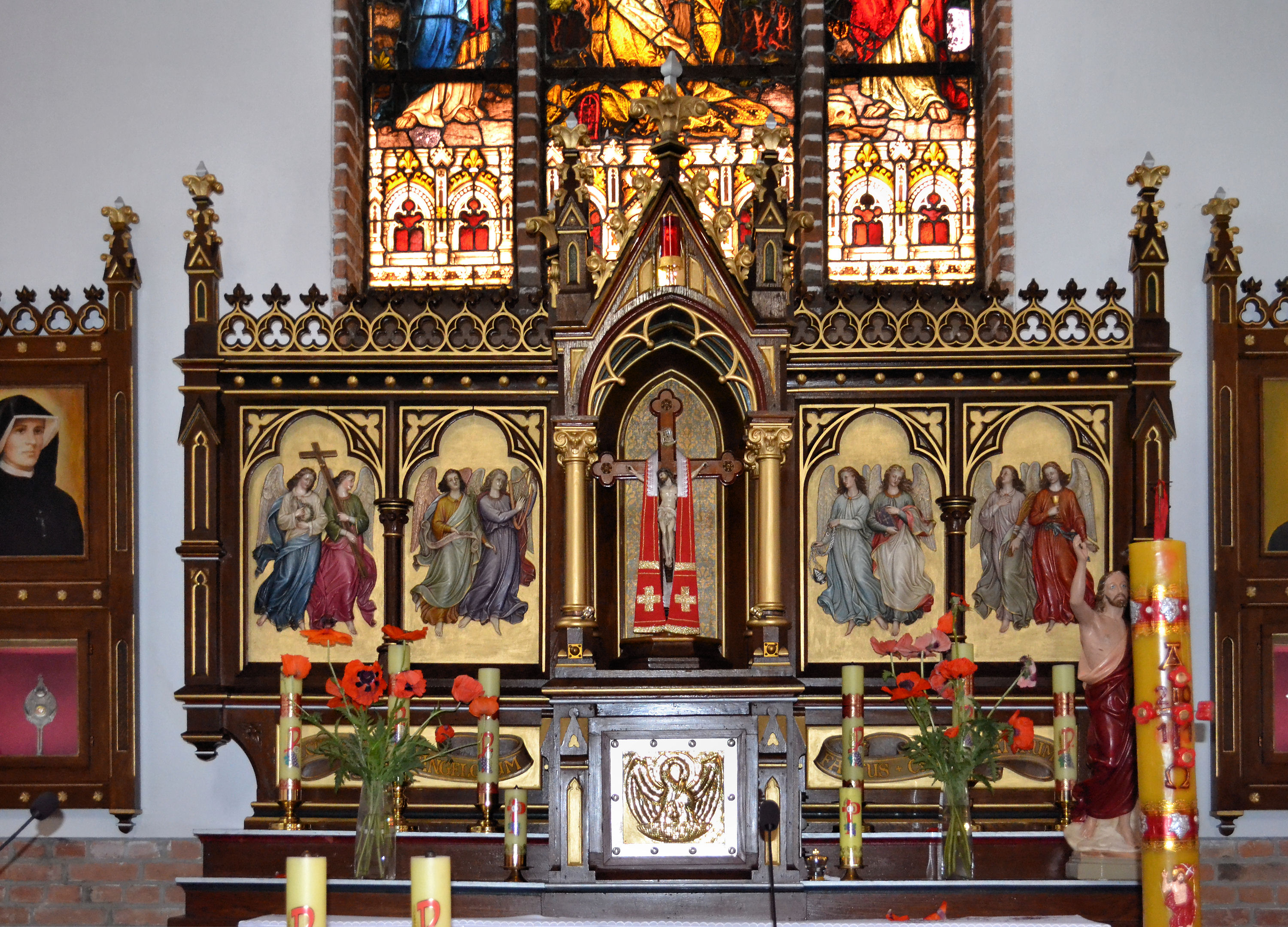
Ołtarz główny
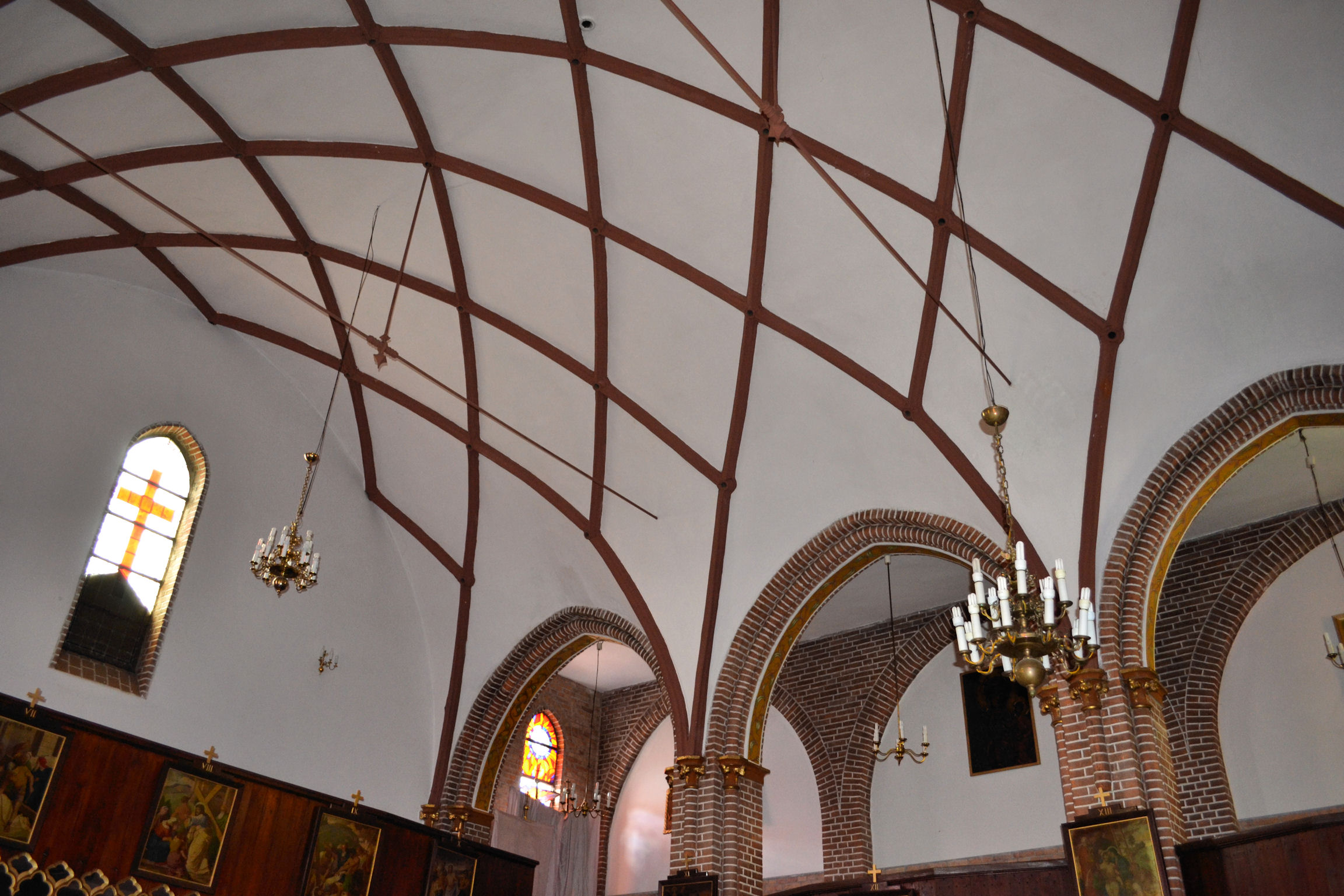
Sklepienie